# FIFA-mannenranglijst december 2018
Dit is de wereldranglijst voor mannen van december 2018 zoals die werd opgesteld en vrijgegeven door de FIFA op 20 december 2018.
| №  | +/−     | Land        | Pnt  | +/−     |
| -- | ------- | ----------- | ---- | ------- |
| 1  | Stabiel | België      | 1727 | Stabiel |
| 2  | Stabiel | Frankrijk   | 1726 | Stabiel |
| 3  | Stabiel | Brazilië    | 1676 | Stabiel |
| 4  | Stabiel | Kroatië     | 1634 | Stabiel |
| 5  | Stabiel | Engeland    | 1631 | Stabiel |
| 6  | Stabiel | Portugal    | 1614 | Stabiel |
| 7  | Stabiel | Uruguay     | 1609 | Stabiel |
| 8  | Stabiel | Zwitserland | 1599 | Stabiel |
| 9  | Stabiel | Spanje      | 1591 | Stabiel |
| 10 | Stabiel | Denemarken  | 1589 | Stabiel |
| 11 | Stabiel | Argentinië  | 1582 | Stabiel |
| 12 | Stabiel | Colombia    | 1575 | Stabiel |
| 13 | Stabiel | Chili       | 1565 | Stabiel |
| 14 | Stabiel | Zweden      | 1560 | Stabiel |
| 14 | Stabiel | Nederland   | 1560 | Stabiel |
| 16 | Stabiel | Duitsland   | 1558 | Stabiel |
| 17 | Stabiel | Mexico      | 1540 | Stabiel |
| 18 | Stabiel | Italië      | 1539 | Stabiel |
| 19 | Stabiel | Wales       | 1525 | Stabiel |
| 20 | Stabiel | Polen       | 1518 | Stabiel |
| 20 | Stabiel | Peru        | 1518 | Stabiel |

| FIFA-wereldranglijst december 2018 (21–211) | FIFA-wereldranglijst december 2018 (21–211) | FIFA-wereldranglijst december 2018 (21–211) | FIFA-wereldranglijst december 2018 (21–211) | FIFA-wereldranglijst december 2018 (21–211) |
| #                                           | +/−                                         | Land                                        | pnt                                         | +/−                                         |
| ------------------------------------------- | ------------------------------------------- | ------------------------------------------- | ------------------------------------------- | ------------------------------------------- |
| 22                                          | Stabiel                                     | Oostenrijk                                  | 1509                                        | Stabiel                                     |
| 23                                          | Stabiel                                     | Senegal                                     | 1505                                        | Stabiel                                     |
| 24                                          | Stabiel                                     | Roemenië                                    | 1501                                        | Stabiel                                     |
| 25                                          | Stabiel                                     | Verenigde Staten                            | 1497                                        | Stabiel                                     |
| 26                                          | Stabiel                                     | Tunesië                                     | 1493                                        | Stabiel                                     |
| 27                                          | Stabiel                                     | Slowakije                                   | 1483                                        | Stabiel                                     |
| 28                                          | Stabiel                                     | Oekraïne                                    | 1482                                        | Stabiel                                     |
| 29                                          | Stabiel                                     | Iran                                        | 1481                                        | Stabiel                                     |
| 29                                          | Stabiel                                     | Servië                                      | 1481                                        | Stabiel                                     |
| 31                                          | Stabiel                                     | Venezuela                                   | 1478                                        | Stabiel                                     |
| 32                                          | Stabiel                                     | Paraguay                                    | 1476                                        | Stabiel                                     |
| 33                                          | Stabiel                                     | Ierland                                     | 1474                                        | Stabiel                                     |
| 34                                          | Stabiel                                     | Bosnië en Herzegovina                       | 1472                                        | Stabiel                                     |
| 35                                          | Stabiel                                     | Noord-Ierland                               | 1465                                        | Stabiel                                     |
| 36                                          | Stabiel                                     | Costa Rica                                  | 1464                                        | Stabiel                                     |
| 37                                          | Stabiel                                     | IJsland                                     | 1452                                        | Stabiel                                     |
| 38                                          | Stabiel                                     | Schotland                                   | 1446                                        | Stabiel                                     |
| 39                                          | Stabiel                                     | Turkije                                     | 1443                                        | Stabiel                                     |
| 40                                          | Stabiel                                     | Marokko                                     | 1440                                        | Stabiel                                     |
| 41                                          | Stabiel                                     | Australië                                   | 1436                                        | Stabiel                                     |
| 42                                          | Stabiel                                     | Tsjechië                                    | 1435                                        | Stabiel                                     |
| 43                                          | Stabiel                                     | Griekenland                                 | 1428                                        | Stabiel                                     |
| 44                                          | Stabiel                                     | Nigeria                                     | 1427                                        | Stabiel                                     |
| 44                                          | Stabiel                                     | Montenegro                                  | 1427                                        | Stabiel                                     |
| 46                                          | Stabiel                                     | Bulgarije                                   | 1425                                        | Stabiel                                     |
| 46                                          | Stabiel                                     | Noorwegen                                   | 1425                                        | Stabiel                                     |
| 48                                          | Stabiel                                     | Rusland                                     | 1424                                        | Stabiel                                     |
| 49                                          | Stabiel                                     | Congo-Kinshasa                              | 1420                                        | Stabiel                                     |
| 50                                          | Stabiel                                     | Japan                                       | 1414                                        | Stabiel                                     |
| 51                                          | Stabiel                                     | Hongarije                                   | 1412                                        | Stabiel                                     |
| 51                                          | Stabiel                                     | Ghana                                       | 1412                                        | Stabiel                                     |
| 53                                          | Stabiel                                     | Zuid-Korea                                  | 1405                                        | Stabiel                                     |
| 54                                          | Stabiel                                     | Jamaica                                     | 1404                                        | Stabiel                                     |
| 55                                          | Stabiel                                     | Kameroen                                    | 1394                                        | Stabiel                                     |
| 56                                          | Stabiel                                     | Egypte                                      | 1393                                        | Stabiel                                     |
| 57                                          | Stabiel                                     | Ecuador                                     | 1382                                        | Stabiel                                     |
| 58                                          | Stabiel                                     | Finland                                     | 1378                                        | Stabiel                                     |
| 59                                          | Stabiel                                     | Bolivia                                     | 1374                                        | Stabiel                                     |
| 60                                          | Stabiel                                     | Albanië                                     | 1372                                        | Stabiel                                     |
| 61                                          | Stabiel                                     | Burkina Faso                                | 1371                                        | Stabiel                                     |
| 62                                          | Stabiel                                     | Slovenië                                    | 1369                                        | Stabiel                                     |
| 62                                          | Stabiel                                     | Honduras                                    | 1369                                        | Stabiel                                     |
| 64                                          | Stabiel                                     | Mali                                        | 1363                                        | Stabiel                                     |
| 65                                          | Stabiel                                     | Ivoorkust                                   | 1356                                        | Stabiel                                     |
| 66                                          | Stabiel                                     | Guinee                                      | 1354                                        | Stabiel                                     |
| 67                                          | Stabiel                                     | Algerije                                    | 1347                                        | Stabiel                                     |
| 68                                          | Stabiel                                     | Macedonië                                   | 1343                                        | Stabiel                                     |
| 69                                          | Stabiel                                     | Saoedi-Arabië                               | 1335                                        | Stabiel                                     |
| 70                                          | Stabiel                                     | El Salvador                                 | 1327                                        | Stabiel                                     |
| 71                                          | Stabiel                                     | Panama                                      | 1326                                        | Stabiel                                     |
| 72                                          | Stabiel                                     | Kaapverdië                                  | 1325                                        | Stabiel                                     |
| 72                                          | Stabiel                                     | Zuid-Afrika                                 | 1325                                        | Stabiel                                     |
| 74                                          | Stabiel                                     | Syrië                                       | 1322                                        | Stabiel                                     |
| 75                                          | Stabiel                                     | Oeganda                                     | 1320                                        | Stabiel                                     |
| 76                                          | Stabiel                                     | China                                       | 1317                                        | Stabiel                                     |
| 76                                          | Stabiel                                     | Wit-Rusland                                 | 1317                                        | Stabiel                                     |
| 78                                          | Stabiel                                     | Canada                                      | 1314                                        | Stabiel                                     |
| 79                                          | Stabiel                                     | Verenigde Arabische Emiraten                | 1309                                        | Stabiel                                     |
| 80                                          | Stabiel                                     | Curaçao                                     | 1306                                        | Stabiel                                     |
| 81                                          | Stabiel                                     | Libanon                                     | 1296                                        | Stabiel                                     |
| 82                                          | 1                                           | Oman                                        | 1295                                        | 4                                           |
| 83                                          | 1                                           | Zambia                                      | 1292                                        | Stabiel                                     |
| 84                                          | Stabiel                                     | Congo-Brazzaville                           | 1280                                        | Stabiel                                     |
| 85                                          | Stabiel                                     | Gabon                                       | 1277                                        | Stabiel                                     |
| 86                                          | Stabiel                                     | Luxemburg                                   | 1276                                        | Stabiel                                     |
| 86                                          | Stabiel                                     | Cyprus                                      | 1276                                        | Stabiel                                     |
| 88                                          | Stabiel                                     | Irak                                        | 1271                                        | Stabiel                                     |
| 89                                          | Stabiel                                     | Georgië                                     | 1269                                        | Stabiel                                     |
| 90                                          | Stabiel                                     | Israël                                      | 1265                                        | Stabiel                                     |
| 91                                          | Stabiel                                     | Kirgizië                                    | 1264                                        | Stabiel                                     |
| 92                                          | Stabiel                                     | Trinidad en Tobago                          | 1260                                        | Stabiel                                     |
| 93                                          | Stabiel                                     | Qatar                                       | 1258                                        | Stabiel                                     |
| 94                                          | Stabiel                                     | Benin                                       | 1257                                        | Stabiel                                     |
| 95                                          | Stabiel                                     | Oezbekistan                                 | 1251                                        | Stabiel                                     |
| 96                                          | Stabiel                                     | Estland                                     | 1242                                        | Stabiel                                     |
| 97                                          | Stabiel                                     | India                                       | 1240                                        | Stabiel                                     |
| 98                                          | Stabiel                                     | Faeröer                                     | 1238                                        | Stabiel                                     |
| 99                                          | Stabiel                                     | Palestina                                   | 1236                                        | Stabiel                                     |
| 100                                         | Stabiel                                     | Vietnam                                     | 1229                                        | 5                                           |
| 101                                         | Stabiel                                     | Mauritanië                                  | 1222                                        | Stabiel                                     |
| 101                                         | Stabiel                                     | Armenië                                     | 1222                                        | Stabiel                                     |
| 103                                         | Stabiel                                     | Haïti                                       | 1219                                        | Stabiel                                     |
| 104                                         | Stabiel                                     | Libië                                       | 1217                                        | Stabiel                                     |
| 105                                         | Stabiel                                     | Kenia                                       | 1210                                        | Stabiel                                     |
| 106                                         | Stabiel                                     | Madagaskar                                  | 1209                                        | Stabiel                                     |
| 107                                         | Stabiel                                     | Azerbeidzjan                                | 1206                                        | Stabiel                                     |
| 108                                         | Stabiel                                     | Niger                                       | 1205                                        | Stabiel                                     |
| 109                                         | Stabiel                                     | Noord-Korea                                 | 1196                                        | Stabiel                                     |
| 109                                         | Stabiel                                     | Jordanië                                    | 1196                                        | Stabiel                                     |
| 111                                         | Stabiel                                     | Namibië                                     | 1191                                        | Stabiel                                     |
| 112                                         | Stabiel                                     | Centraal-Afrikaanse Republiek               | 1180                                        | Stabiel                                     |
| 113                                         | Stabiel                                     | Bahrein                                     | 1178                                        | Stabiel                                     |
| 114                                         | 1                                           | Zimbabwe                                    | 1175                                        | Stabiel                                     |
| 115                                         | 1                                           | Sierra Leone                                | 1172                                        | Stabiel                                     |
| 116                                         | 2                                           | Filipijnen                                  | 1171                                        | 5                                           |
| 117                                         | Stabiel                                     | Mozambique                                  | 1167                                        | Stabiel                                     |
| 118                                         | Stabiel                                     | Thailand                                    | 1160                                        | 1                                           |
| 119                                         | 1                                           | Kazachstan                                  | 1159                                        | Stabiel                                     |
| 120                                         | 2                                           | Tadzjikistan                                | 1158                                        | 3                                           |
| 120                                         | 1                                           | Guinee-Bissau                               | 1158                                        | Stabiel                                     |
| 122                                         | Stabiel                                     | Nieuw-Zeeland                               | 1157                                        | Stabiel                                     |
| 123                                         | Stabiel                                     | Togo                                        | 1136                                        | Stabiel                                     |
| 124                                         | Stabiel                                     | Chinees Taipei                              | 1134                                        | Stabiel                                     |
| 125                                         | Stabiel                                     | Angola                                      | 1131                                        | Stabiel                                     |
| 126                                         | Stabiel                                     | Antigua en Barbuda                          | 1126                                        | Stabiel                                     |
| 127                                         | Stabiel                                     | Soedan                                      | 1120                                        | Stabiel                                     |
| 127                                         | Stabiel                                     | Turkmenistan                                | 1120                                        | Stabiel                                     |
| 129                                         | Stabiel                                     | Nicaragua                                   | 1119                                        | Stabiel                                     |
| 130                                         | Stabiel                                     | Malawi                                      | 1115                                        | Stabiel                                     |
| 131                                         | Stabiel                                     | Kosovo                                      | 1113                                        | Stabiel                                     |
| 132                                         | Stabiel                                     | Letland                                     | 1112                                        | Stabiel                                     |
| 133                                         | Stabiel                                     | Andorra                                     | 1111                                        | Stabiel                                     |
| 133                                         | Stabiel                                     | Litouwen                                    | 1111                                        | Stabiel                                     |
| 135                                         | Stabiel                                     | Jemen                                       | 1106                                        | Stabiel                                     |
| 136                                         | Stabiel                                     | Saint Kitts en Nevis                        | 1105                                        | Stabiel                                     |
| 137                                         | Stabiel                                     | Rwanda                                      | 1094                                        | Stabiel                                     |
| 138                                         | Stabiel                                     | Tanzania                                    | 1087                                        | Stabiel                                     |
| 139                                         | Stabiel                                     | Myanmar                                     | 1085                                        | Stabiel                                     |
| 139                                         | Stabiel                                     | Burundi                                     | 1085                                        | Stabiel                                     |
| 141                                         | Stabiel                                     | Hongkong                                    | 1078                                        | Stabiel                                     |
| 141                                         | Stabiel                                     | Swaziland                                   | 1078                                        | Stabiel                                     |
| 143                                         | Stabiel                                     | Comoren                                     | 1076                                        | Stabiel                                     |
| 144                                         | Stabiel                                     | Salomonseilanden                            | 1073                                        | Stabiel                                     |
| 145                                         | Stabiel                                     | Botswana                                    | 1071                                        | Stabiel                                     |
| 146                                         | Stabiel                                     | Lesotho                                     | 1069                                        | Stabiel                                     |
| 147                                         | Stabiel                                     | Afghanistan                                 | 1068                                        | Stabiel                                     |
| 148                                         | Stabiel                                     | Equatoriaal-Guinea                          | 1063                                        | Stabiel                                     |
| 149                                         | Stabiel                                     | Guatemala                                   | 1061                                        | Stabiel                                     |
| 150                                         | Stabiel                                     | Liberia                                     | 1051                                        | Stabiel                                     |
| 151                                         | Stabiel                                     | Ethiopië                                    | 1049                                        | Stabiel                                     |
| 152                                         | Stabiel                                     | Malediven                                   | 1046                                        | Stabiel                                     |
| 153                                         | Stabiel                                     | Suriname                                    | 1037                                        | Stabiel                                     |
| 154                                         | Stabiel                                     | Nieuw-Caledonië                             | 1036                                        | Stabiel                                     |
| 154                                         | Stabiel                                     | Dominicaanse Republiek                      | 1036                                        | Stabiel                                     |
| 156                                         | Stabiel                                     | Mauritius                                   | 1022                                        | Stabiel                                     |
| 157                                         | Stabiel                                     | Tahiti                                      | 1020                                        | Stabiel                                     |
| 158                                         | Stabiel                                     | Koeweit                                     | 1018                                        | Stabiel                                     |
| 159                                         | 1                                           | Indonesië                                   | 1003                                        | Stabiel                                     |
| 160                                         | 1                                           | Belize                                      | 1002                                        | Stabiel                                     |
| 161                                         | 1                                           | Nepal                                       | 1001                                        | Stabiel                                     |
| 162                                         | 3                                           | Barbados                                    | 998                                         | 7                                           |
| 163                                         | Stabiel                                     | Vanuatu                                     | 996                                         | Stabiel                                     |
| 164                                         | Stabiel                                     | Zuid-Soedan                                 | 994                                         | Stabiel                                     |
| 165                                         | Stabiel                                     | Singapore                                   | 991                                         | Stabiel                                     |
| 166                                         | Stabiel                                     | Gambia                                      | 986                                         | Stabiel                                     |
| 167                                         | Stabiel                                     | Maleisië                                    | 985                                         | 1                                           |
| 168                                         | 1                                           | Papoea-Nieuw-Guinea                         | 984                                         | Stabiel                                     |
| 169                                         | Stabiel                                     | Fiji                                        | 981                                         | Stabiel                                     |
| 170                                         | Stabiel                                     | Moldavië                                    | 979                                         | Stabiel                                     |
| 171                                         | Stabiel                                     | Saint Lucia                                 | 976                                         | Stabiel                                     |
| 172                                         | Stabiel                                     | Cambodja                                    | 970                                         | Stabiel                                     |
| 173                                         | Stabiel                                     | Grenada                                     | 968                                         | Stabiel                                     |
| 174                                         | Stabiel                                     | Cuba                                        | 963                                         | Stabiel                                     |
| 175                                         | Stabiel                                     | Tsjaad                                      | 956                                         | Stabiel                                     |
| 176                                         | Stabiel                                     | Bermuda                                     | 952                                         | Stabiel                                     |
| 177                                         | 3                                           | Guyana                                      | 951                                         | 8                                           |
| 178                                         | 1                                           | Dominica                                    | 950                                         | Stabiel                                     |
| 179                                         | 1                                           | Puerto Rico                                 | 948                                         | Stabiel                                     |
| 180                                         | 1                                           | Saint Vincent en de Grenadines              | 946                                         | Stabiel                                     |
| 181                                         | Stabiel                                     | Liechtenstein                               | 937                                         | Stabiel                                     |
| 182                                         | Stabiel                                     | Malta                                       | 926                                         | Stabiel                                     |
| 183                                         | Stabiel                                     | Macau                                       | 925                                         | Stabiel                                     |
| 184                                         | Stabiel                                     | Laos                                        | 923                                         | Stabiel                                     |
| 185                                         | Stabiel                                     | Sao Tomé en Principe                        | 920                                         | Stabiel                                     |
| 186                                         | Stabiel                                     | Bhutan                                      | 917                                         | Stabiel                                     |
| 187                                         | Stabiel                                     | Aruba                                       | 916                                         | Stabiel                                     |
| 188                                         | Stabiel                                     | Mongolië                                    | 915                                         | Stabiel                                     |
| 189                                         | Stabiel                                     | Seychellen                                  | 911                                         | Stabiel                                     |
| 190                                         | Stabiel                                     | Cookeilanden                                | 908                                         | Stabiel                                     |
| 190                                         | Stabiel                                     | Amerikaans-Samoa                            | 908                                         | Stabiel                                     |
| 192                                         | Stabiel                                     | Guam                                        | 907                                         | Stabiel                                     |
| 192                                         | Stabiel                                     | Bangladesh                                  | 907                                         | Stabiel                                     |
| 194                                         | Stabiel                                     | Gibraltar                                   | 905                                         | Stabiel                                     |
| 195                                         | Stabiel                                     | Brunei                                      | 903                                         | Stabiel                                     |
| 196                                         | Stabiel                                     | Oost-Timor                                  | 900                                         | Stabiel                                     |
| 197                                         | Stabiel                                     | Djibouti                                    | 896                                         | Stabiel                                     |
| 197                                         | Stabiel                                     | Samoa                                       | 896                                         | Stabiel                                     |
| 199                                         | Stabiel                                     | Pakistan                                    | 888                                         | Stabiel                                     |
| 200                                         | Stabiel                                     | Montserrat                                  | 887                                         | Stabiel                                     |
| 201                                         | Stabiel                                     | Sri Lanka                                   | 886                                         | Stabiel                                     |
| 202                                         | Stabiel                                     | Amerikaanse Maagdeneilanden                 | 881                                         | Stabiel                                     |
| 203                                         | Stabiel                                     | Kaaimaneilanden                             | 874                                         | Stabiel                                     |
| 204                                         | Stabiel                                     | Tonga                                       | 868                                         | Stabiel                                     |
| 204                                         | Stabiel                                     | Eritrea                                     | 868                                         | Stabiel                                     |
| 204                                         | Stabiel                                     | Somalië                                     | 868                                         | Stabiel                                     |
| 207                                         | Stabiel                                     | Britse Maagdeneilanden                      | 867                                         | Stabiel                                     |
| 208                                         | Stabiel                                     | Turks- en Caicoseilanden                    | 864                                         | Stabiel                                     |
| 208                                         | Stabiel                                     | Anguilla                                    | 864                                         | Stabiel                                     |
| 210                                         | Stabiel                                     | Bahama's                                    | 858                                         | Stabiel                                     |
| 211                                         | Stabiel                                     | San Marino                                  | 854                                         | Stabiel                                     |

| Kleur | Betekenis                                      |
| ----- | ---------------------------------------------- |
|       | Hoogste FIFA-ranking ooit                      |
|       | Evenaring hoogste FIFA-ranking ooit            |
|       | Voor het eerst opgenomen in de wereldranglijst |
|       | Evenaring slechtste FIFA-ranking ooit          |
|       | Slechtste FIFA-ranking ooit                    |